# Guitiriz
Guitiriz è un comune spagnolo di 6 259 abitanti situato nella comunità autonoma della Galizia.